# Melodický metalcore
Melodický metalcore je žánr, který v sobě spojuje vlastnosti metalcore a melodického death metalu, přičemž kombinuje oba jejich zvuky. Obsahuje kytarové riffy, blast beaty, metalcorové breakdowny a vokály mohou být od growlingu přes screaming až po čistý zpěv.

## Charakteristika
Melodický metalcorové hudební skupiny jsou ovlivněny kytarovými riffy a texty ze švédského melodického death metalu, a to především od skupin At the Gates, Arch Enemy, In Flames a Soilwork. Skupiny mají tendenci širokého užívání melodií. Také mohou používat harmonické kytarové riffy, tremolo picking, dvojité basové bubny a metalcorové breakdowny. Některé skupiny začleňují kytarová sóla. Několik z těchto skupin, jako Shadows Fall, uznávají glam metal z 80. let.

## Významní interpreti
Mezi významné interprety patří Killswitch Engage, Trivium, All That Remains, Atreyu, Bullet for My Valentine, Bury Tomorrow, Caliban Darkest Hour, As I Lay Dying, The Devil Wears Prada, Miss May I, and August Burns Red.